# Adrian McKinty
Adrian McKinty (Belfast, 1968) è uno scrittore britannico.

## Biografia
Nato a Belfast nel 1968 e cresciuto a Carrickfergus, vive e lavora a New York con la moglie e i due figli.
Dopo gli studi di legge all'Università di Warwick e di filosofia a Oxford, si è trasferito negli Stati Uniti d'America dove ha svolto svariate professioni prima di stabilirsi a Denver e insegnare inglese nelle high school.
A partire dal suo esordio nel 1998 con Orange Rhymes With Everything ha pubblicato una ventina di libri che spaziano dal thriller alla letteratura per ragazzi.
Vincitore di numerosi riconoscimenti tra i quali due Premi Barry, dopo un periodo d'inattività dovuto a problemi economici, è tornato a scrivere romanzi grazie all'interessamento dall'agente e sceneggiatore Shane Salerno.

## Opere

### Trilogia Michael Forsythe
- Ballata irlandese (Dead I Well May Be, 2003), Milano, Rizzoli, 2010 traduzione di Chiara Gabutti ISBN 978-88-17-04421-9.
- The Dead Yard (2006)
- The Bloomsday Dead (2007)

### Trilogia The Lighthouse
- The Lighthouse Land (2006)
- The Lighthouse War (2007)
- The Lighthouse Keepers (2008)

### Serie Sean Duffy
- The Cold Cold Ground (2012)
- I Hear The Sirens in the Street (2013)
- In The Morning I'll Be Gone (2014)
- Gun Street Girl (2015)
- Rain Dogs (2016)
- Police at the Station and They Don't Look Friendly (2017)
- The Detective Up Late (2019)

### Altri romanzi
- Orange Rhymes With Everything (1998)
- Hidden River (2005)
- Fifty Grand (2009)
- Falling Glass (2011)
- Deviant (2011)
- The Sun Is God (2014)
- The Chain, Milano, Longanesi, 2019 traduzione di Alberto Pezzotta ISBN 978-88-304-5311-1.

## Premi e riconoscimenti
- CWA Ian Fleming Steel Dagger: 2004 finalista con Ballata irlandese e 2016 finalista con Rain Dogs
- Premio Barry per il miglior libro tascabile: 2014 vincitore con I Hear the Sirens in the Street e 2017 vincitore con Rain Dogs
- Ned Kelly Awards: 2014 vincitore con In The Morning I'll Be Gone e 2017 vincitore con Police at the Station and They Don't Look Friendly
- Edgar Award per il miglior brossurato originale: 2017 vincitore con Rain Dogs
- Premio Macavity per il miglior romanzo: 2020 vincitore con The Chain[7]
- Premio Barry per il miglior thriller: 2020 vincitore con The Chain
- Theakston's Old Peculier Crime Novel of the Year Award: 2020 vincitore con The Chain[8]